# On the 6
On the 6 je debitantski album američke pjevačice Jennifer Lopez objavljen 1. lipnja 1999. u izdanju diskografske kuće Epic Records.

## O albumu
Na američkoj top listi albuma, album se zadržao 53 tjedana, a tamo je prodan u 3 milijuna primjeraka. U prvom tjednu prodaje u SAD-u album je prodan u 112.000 primjeraka i debitirao je na broju 8 američke top liste albuma. U cijelom svijetu album je prodan u oko 8 milijuna primjeraka, te je nagrađen s osam platinastih certifikacija. Naziv albuma dolazi od naziva njujorške podzemne željeznice kojom se Lopez koristila kada je išla na posao iz Bronxa u Manhattan. Originalni naziv albuma trebao je biti Feelin' So Good jer je Lopez željela pjesmu "Feelin' So Good" za najavni singl. Na albumu se nalaze dvije obrade pjesama Diane Ross: "Promise Me You'll Try" i "Theme from Mahogany".

## Popis pjesama
| Br. | Skladba                 | Trajanje |
| --- | ----------------------- | -------- |
| 1.  | »If You Had My Love«    | 4:25     |
| 2.  | »Should've Never«       | 6:14     |
| 3.  | »Too Late«              | 4:27     |
| 4.  | »Feelin' So Good«       | 5:27     |
| 5.  | »Let's Get Loud«        | 3:59     |
| 6.  | »Could This Be Love«    | 4:26     |
| 7.  | »No Me Ames (remix)«    | 5:03     |
| 8.  | »Waiting for Tonight«   | 4:06     |
| 9.  | »Open Off My Love«      | 4:35     |
| 10. | »Promise Me You'll Try« | 3:52     |
| 11. | »It's Not That Serious« | 4:17     |
| 12. | »Talk About Us«         | 4:35     |
| 13. | »No Me Ames (balada)«   | 4:38     |
| 14. | »Una Noche Más«         | 4:05     |
| 15. | »Baila«                 | 3:55     |
| 16. | »Theme from Mahogany«   | 3:34     |

| 1.  | »No Me Ames«           | 4:38 |
| 2.  | »If You Had My Love«   | 4:25 |
| 3.  | »Una Noche Más«        | 4:05 |
| 4.  | »Should've Never«      | 6:14 |
| 5.  | »Es Amor«              | 4:40 |
| 6.  | »Let's Get Loud«       | 3:59 |
| 7.  | »It's Not That Seriou« | 4:17 |
| 8.  | »Amar Es Para Siempre« | 3:52 |
| 9.  | »Too Late«             | 4:27 |
| 10. | »El Deseo de Tu Amo«   | 4:35 |
| 11. | »Talk About Us«        | 4:35 |
| 12. | »Could This Be Love«   | 4:23 |
| 13. | »No Me Ames (remix)«   | 5:03 |
| 14. | »Waiting for Tonight«  | 4:05 |

## Singlovi
If You Had My Love
"If You Had My Love" njen je debitantski ujedno i najuspješniji singl. Veliki uspjeh singla popraćen je platinastim i zlatnim certifikacijama. Singl je ostao poznat po voajerskom spotu.
No Me Ames
Drugi singl s albuma bio je "No Me Ames", latino duet s poznatim pjevačem Marcom Anthonyjem, koji kasnije postaje njen suprug. Singl je zauzeo prva mjesta na američkim latino top listama singlova.
Waiting for Tonight
"Waiting for Tonight" treći je singl s albuma. Singl je prodan u oko milijun i pola primjeraka, te je primjereno nagrađen s po jednom platinastom, srebrnom i zlatnom certifikacijom.
Feelin' So Good
Četvrti singl "Feelin' So Good" objavljen je 17. ožujka 2000. Lopez je željela pjesmu kao najavni singl, ali je umjesto "Feelin' So Good" odabrana "If You Had My Love". Pjesma nije bila uspješna kao njeni prethodni singlovi, ali je kritički pozitivno prihvaćena.
Let's Get Loud
Peti i posljednji singl s albuma bio je "Let's Get Loud". Singl je objavljen samo u Europi i Australiji, a donio je Lopez njenu drugu Grammy nagradu za najbolji dance video. Mlada američka pjevačica Taylor Horn napravila je obradu pjesme za svoj debitantski album iz 2002. godine.

## Top liste
| Top liste (1999.)      | Pozicija |
| ---------------------- | -------- |
| Australija             | 11       |
| Austrija               | 7        |
| Belgija (Flandrija)    | 10       |
| Belgija (Valonija)     | 6        |
| Kanada                 | 5        |
| Nizozemska             | 6        |
| Finska                 | 15       |
| Francuska              | 15       |
| Novi Zeland            | 18       |
| Norveška               | 14       |
| Švedska                | 20       |
| Švicarska              | 3        |
| Ujedinjeno Kraljevstvo | 14       |
| SAD Billboard 200      | 8        |
| SAD R&B/Hip Hop albums | 8        |

## Prodaja i cetrifikacije
| Država      | Certifikacija | Prodaja   |
| ----------- | ------------- | --------- |
| Argentina   | platinasta    | 40.000    |
| Australija  | zlatna        | 35.000    |
| Austrija    | zlatna        | 10.000    |
| Kanada      | 5× platinasta | 500.000   |
| Europa      | platinasta    | 1.000.000 |
| Finska      | zlatna        | 15.000    |
| Francuska   | 2× zlatna     | 210.000   |
| Njemačka    | zlatna        | 100.000   |
| Nizozemska  | platinasta    | 60.000    |
| Novi Zeland | 2× platinasta | 30.000    |
| Poljska     | platinasta    | 60.000    |
| Švicarska   | zlatna        | 15.000    |
| UK          | platinasta    | 300.000   |
| SAD         | 3× platinasta | 1.000.000 |
| Svijet      | —             | 8.000.000 |